# Виргиния (жена Луция Волумния Фламмы)
Вирги́ния (лат. Virginia/Verginia; умерла после 296 года до н. э.) — римская аристократка, вышедшая замуж за двукратного консула из плебеев (в 307 и 296 гг. до н. э.) Луция Волумния Фламму Виолента.
Согласно летописям, когда она после свадьбы явилась по обыкновению принести жертву на алтаре Pudicitia patricia (патрицианского целомудрия), прежние её подруги не дозволили ей этого, как плебейке. Оскорблённая Виргиния удалилась, но на второй год консульства своего мужа, в 296 до н. э., она воздвигла за свой счёт алтарь Pudicitia plebeia, не менее, а возможно и более роскошный, чем прежний.